# Carol Alonso
Carol Travis Alonso (* 5. Dezember 1941 in Montreal) ist eine kanadisch-amerikanische Physikerin und Dressurreiterin. In Zusammenarbeit mit dem Nobelpreisträger Glenn Seaborg und anderen entdeckte sie das Element 106, Seaborgium, am Lawrence Berkeley National Laboratory.

## Leben
Carol Travis Alonso wurde am 5. Dezember 1941 in Montreal, Quebec, geboren. Ihre Eltern, Clifford Fergus Travis und Margaret Torrence Grafton Travis, waren als Kinder aus England bzw. Schottland emigriert. Ihr Vater war Ingenieur. Alonso wuchs in Kanada auf, lebte in Montreal, Merrickville, Hamilton, Toronto, Brantford und Port Dover am Eriesee. 
1959 nahm sie die Staatsbürgerschaft der Vereinigten Staaten an. Sie erhielt einen geisteswissenschaftlichen Abschluss am Allegheny College in Meadville (Pennsylvania). Danach studierte sie am Bryn Mawr College und erhielt dort einen Masterabschluss in Biophysik. Sie promovierte sich bei Lee Grodzins im Fach Physik am Massachusetts Institute of Technology. In ihrer Doktorarbeit zu gestörten Gamma-Gamma-Winkelkorrelationen entdeckte sie eine neue Auswahlregel, die ihr Einladungen zu europäischen Konferenzen einbrachte.

## Wirken
Alonso nahm eine Position als Postdoc an der Yale University an und wechselte dann an die Universität Berkeley in die Gruppe von Glenn Seaborg. In diesem Team war sie an der Entdeckung des Elements 106 beteiligt, das später zu Ehren des Gruppenleiters den Namen Seaborgium erhielt.
Anschließend nahm Alonso eine Stelle am Lawrence Livermore National Laboratory an, wo sie an Verteidigungsprojekten der Vereinigten Staaten (u. a. Trägheitsfusion) arbeitete. Dort stieg sie bis zur Assistenz des stellvertretenden Direktors auf und wurde für ihre Verdienste mit der United States Medal for Outstanding Service ausgezeichnet.
2001 ging Alonso in den Ruhestand und vertiefte ihr Hobby Dressurreiten. Sie gewann 2009 eine Bronzemedaille der United States Dressage Federation und wurde 2011 California Reserve Champion im Second Level Freestyle.

## Familie
Sie ist mit dem Physiker Jose Ramon Alonso verheiratet und hat mit ihm zwei erwachsene Kinder.